# Beyond the Bar
Beyond the Bar (koreanska: 에스콰이어: 변호사를 꿈꾸는 변호사들) är en sydkoreansk dramaserie som hade premiär på strömningstjänsten Netflix den 2 augusti 2025.

## Handling
En ung advokat med stark moralisk kompass börjar på en känd byrå, där hon lär sig navigera den juridiska världens labyrint med hjälp av en kallsinnig och krävande mentor.

## Rollista (i urval)
- Lee Jin-wook – Yoon Seok-hoon
- Jung Chae-yeon – Kang Hyo-min
- Lee Hak-joo – Lee Jin-woo
- Jeon Hye-bin – Heo Min-jeong